# 新潟大学附属長岡中学校
新潟大学附属長岡中学校（にいがただいがくふぞくながおかちゅうがっこう）は、新潟県長岡市学校町にある新潟大学附属の国立中学校。附属長岡中学校と略されることもある。長岡近郊や附属長岡中学校内では、附属中または附中と略されることが多い。
正式名称は国立大学法人新潟大学附属長岡中学校。

## 概要
新潟大学の附属機関であるため教育実習が多く、毎年研究大会が開かれており実験的な授業が行われることも少なくない。また大学の学生を実習生として受け入れることがある。通学指定区域は無く、登下校の時間（一時間以内での通学）と安全が確保できれば通学可能であり、新潟市長岡市小千谷市・魚沼市・南魚沼市・柏崎市・三条市・見附市・加茂市・田上町・燕市等広範囲から生徒が通学している。生徒数は1学年3学級編成（定員105名）。新潟大学教育学部附属長岡小学校から内部進学した約60名と、中学受験をして進学した約45名で構成されている。
附属高校は存在しないため、ほぼ全員が外部の高校へ進学する。生徒の多くは本校の近隣にある県立長岡高校へ進学し、同高校在籍生徒の出身中学校では最も多数を占めている。
2021年度よりGIGAスクール構想が実現され、ICT端末の整備・運用が始まっている。
また、申請を行えば携帯電話の端末を持ち込み可能だが、朝に回収され集会までは職員室に保管される。また、申告を行えば電子辞書の持ち込みも可能。

## 沿革

### 経緯
新潟大学附属長岡中学校は、新潟第一師範学校女子部附属中学校を前身とする中学校である。

### 年表
- 1947年4月11日 - 新潟第一師範学校女子部附属中学校発足。
- 1949年6月1日 - 新潟大学第一師範学校附属長岡中学校と改称。
- 1951年6月1日 - 新潟大学教育学部附属長岡中学校と改称。
- 1999年4月1日 - 新潟大学教育人間科学部附属長岡中学校に改称。
- 2004年4月1日 - 国立大学法人法の施行に伴い、国立大学法人新潟大学教育人間科学部附属長岡中学校に改称。
- 2008年4月1日 - 教育人間科学部の教育学部への改組に伴い、国立大学法人新潟大学教育学部附属長岡中学校に改称。
- 2020年4月1日 - 新潟大学との密接な連携を高めるため、国立大学法人新潟大学附属長岡中学校に改称。

## 教育方針

### 教育目標
知性と品位をもち、社会を興す人となろう

### 重点目標
- 創造ある学び
- 豊かな感性
- たくましい心身

## 教育期
- 第Ⅰ教育期「希望・決意」 年度初めの態勢づくり、よき人間関係作り
- 第Ⅱ教育期「気力・体力」 学習活動の充実、思いやりの心と気力・体力の充実
- 第Ⅲ教育期「協力・創造」 互いに学び合う学習活動、共に創造する喜びの実感
- 第Ⅳ教育期「自覚・努力」 学習方法等の吟味、生徒会活動の充実
- 第Ⅴ教育期「感謝・発展」 年間の総まとめと次年度への決意、次への態勢づくり

## 授業
- 学年朝会

各学年、毎週1回朝学活と1限を使って、話し合いやレクリエーションなどが行われる。企画、運営は評議委員会が行う。

## 部活動
部活動は希望制である。2025年度をもって終了となる。

### 運動部
- 野球部（男子）
- サッカー部

- 男子ソフトテニス部
- 女子ソフトテニス部
- 剣道部（男女）
- バスケットボール部（女子）
- バレーボール部（女子）

### 文化部
- 美術部
- 科学部

科学研究発表会で、２作品以上入賞を目指して活動している。朝練、昼練はない。スローガンは、｢好きこそものの上手なれ｣。
2020年度からIT分野が創設されている。
- 吹奏楽部

全日本吹奏楽コンクールで15年連続県大会進出、三年連続西関東大会進出を成し遂げている。また、東日本大会に進出することもある。2020年度スローガンは｢dream glow ｣。

## 生徒会活動
生徒会のことを「学友会」と称している。また、年に一度だけ「学友会誌」と呼ばれる冊子を作る。2008年度で50号になった。また、委員会活動があり、学友会誌を制作するのも委員会の一部、「新聞委員会」である。主な委員会は以下の通りである。
- 評議委員会

各学級から3名選出された正副級長（学年委員）が行う。後に1クラスから1人の割合で正級長が出る。
主に他の委員会の活動などを評価する。また、学年をより良くするために毎日活動を行っている。また、その活動は学年の正副級長が話し合って決める。
- 風紀委員会

服装の取り締まりを行うほか、校内の汚れ、破損チェック、SNS、メディアルールの作成も行っている。一クラスから二人、全員で２４人で構成される。
- 環境委員会

活動は、朝の階段掃除や、ゴミ捨て場の管理など。紙をリサイクルするためのリサイクルボックスなどがある。2、3時間目の着替え済みチェックなども行う。
- 保健体育委員会

体育館での昼休みのボールの貸し出し、健康観察などを行う。健康観察は、毎朝必ず行われ、朝学活で行われる。生徒たちからは、「保体」と略される。昼休みの体育館の開放は、「体育館使用」といわれ、生徒たちからは、「体使」と略される。
- 放送委員会

校内放送を行う。現在の活動としては、朝放送、放課後の放送、清掃時間帯のBGM流しを行う。また、本校の行事の一つである、大運動会での放送も行っている。
- 新聞委員会

前記のように、学友会誌の制作、校内新聞の作成を行う。
- スクールサービス委員会

生徒たちが、学校を気持ちよく利用できるような活動をしている。 主に花に水をやることである。生徒たちからは、SSと略される。
- デジタル委員会

コンピュータ関連の仕事依頼を募集し、対処する。尚、教育用タブレット配布に伴い、コンピュータ室のパソコンが廃止されたため、2024年度からはコンピュータ委員会からデジタル委員会に改名した。
- 図書委員会

「図書情報誌」の発行、図書室の管理、整備、処分、入荷する本選びを行う。本の貸し出しなどを管理する。
- ベルマーク委員会

校内で、ベルマークまたはインクカートリッジを集める活動を行う。ベルマークをたくさん集めることを目標とする委員会である。また、生徒会会員から集めたベルマークで、冷水機なども導入されている。
- 事務局

学友会と連結して活動することが多い。廊下のホワイトボードの書き換えや、総会時の冊子作りなどを行う。
- 生活向上指導委員会

全校集会のときに委員長がステージに立ち整列の指示をしたり、壮行式のときに応援をする。また、毎朝生徒玄関の中に立ってあいさつ運動をしている。生徒たちからは、「応指」と略される。
- 給食委員会

給食委員会は、給食後に、食缶、残飯などの片づけ、少しでも残飯を減らすためのキャンペーンなどを行う。給食（調理）室は附属小学校と合同で小学校の校舎にあるため、渡り階段を通って小学校まで行って活動している。そんな彼らをサポートする人材として、給食当番というものがある。生徒たちからは、「給当」と略される。
- 選挙管理特別委員会

特設で作られる。選挙活動、つまり委員会の委員長の選挙の集計、運営をする人たちである。生徒たちからは、「選管」と略される。

## 行事
- 修学旅行（2年生）

1泊2日で1~2月頃に学年主任が指定した場所へ行く。令和２年度は福島、令和三年度は下越地域
令和4年度は廃止上越地域
- 遠足

年によって異なる。
- 大運動会

原則5月頃に幼小中合同で行われる。赤、白の2軍に分かれて行う。(新型コロナウイルス対応により幼少中で各自行うこととなっています)
- 音楽発表会

10月頃に長岡市立劇場で行う。クラスごとに、学年ごとに異なる課題曲と、クラスごとに曲を選ぶ自由曲を発表し、最も優秀だったクラスには最優秀賞（グランプリ）、次いで優秀だった3クラスには優秀賞、上記以外、5クラスには優良賞が送られる。

## 著名な卒業生
- 関川夏央 （小説家・ノンフィクション作家・評論家・漫画原作者）
- 米山隆一 （政治家・医師）
- 藤田しげる （アニメーター・キャラクターデザイナー）
- 齊藤元章 （医師・研究者）
- 渡部翔子（映像プロデューサー）
- 清水亮（実業家）
- 内藤祐希（女子プロテニス選手）

## 入試
定員は男女合計120名であり、毎年12月に入学試験が行われる。附属長岡小学校からの内部進学者数も含まれる。
試験科目は国語、算数。このほかに面接と小学校からの調査書で総合的に合否を判断する。
通学域は長岡市および長岡市に隣接する市町村から徒歩または公共の交通機関で1時間以内で通学できる範囲に在住している者となるが、合格決定後にその地域に移転するという条件でも受験可能なので、実質志願者の在住地域は問われないといえる。別途帰国子女の入学試験も夏に実施している。

## 登校方法
徒歩、自転車、バス、電車などで登校し、長岡駅から学校までのバスは乗車できない。
自転車通学は、学校側の許可を得た上、ナンバープレートを貼り付けた車両のみ通学に利用可能である。自転車通学の認定条件は、家から2.5キロ以上離れていること、また交通ルールを守る、ヘルメットの着用を行うというものである。ただし自転車小屋の許容数に若干の余裕がある場合には、2キロ以上2.5キロ未満の生徒に許可を与える場合もある。ただし、冬季は降雪および視界の悪化により、安全面からして利用することはできない。
いずれも1時間以内で登校しなければいけない。

## アクセス
JR長岡駅から
- 長岡駅東口から2番線の悠久山行に乗車し、学校町停留所降車。
- 長岡駅東口から徒歩で約15分。

車
- 国道17号美沢三丁目交差点から5分